# Ouragan Sergio (2006)
L'ouragan Sergio fut le 10e ouragan, la 18e tempête tropicale ainsi que la 21e dépression tropicale de la saison cyclonique 2006 pour le bassin nord-est de l'océan Pacifique. Le nom Sergio avait déjà été utilisé en 1978 et 1982.